# Продана наречена
«Продана наречена»  (чеськ. Prodaná nevěsta) — комічна опера на три дії чеського композитора Бедржіха Сметани на лібрето Карела Сабіни. Опера є значною віхою в розвитку чеської музики. Написана в період 1863—1866, уперше виконана 30 травня 1866 року в Тимчасовому театрі (Prozatímní divadlo) в Празі. Опера не відразу отримала визнання і була вдосконалена протягом наступних чотирьох років.

## Історія
Спочатку «Продана наречена» була написана як оперета на дві дії (з двадцятьма музичними номерами і розмовними діалогами). Вимоги іноземних оперних театрів змусили Сметану внести зміни в партитуру, зробивши її ширшою. Для виконання в Санкт-Петербурзі у 1870 році опера була розділена на три дії, а діалоги перетворилися в речитативи. Такою опера швидко стала популярною. Музична обробка Сметани широко використовує традиційні чеські танцювальні форми, хоча він уникав прямих фрагментів з народних пісень. Після виконання у Відні в 1892 році опера отримала міжнародне визнання. Вона була поставлена в Чикаго в 1893 році, в Лондоні в 1895 році і в Нью-Йорку в 1909 році, згодом стала єдиною чеської оперою у світовому репертуарі. Багато з цих ранніх міжнародних виступів були німецькою мовою. Німецький фільм-опера був поставлений у 1932 році Максом Офюльса. Російською мовою лібрето «Продана наречена» переклав Сергій Михалков.

## Лібрето
За лібрето Бедржіх Сметана звернувся до | Карела Сабіни, який до 5 липня 1863 року створив одноактний варіант німецькою мовою. Протягом наступних місяців Сабіну пропонували забезпечити переклад на чеську мову. За словами біографа Сметани Брайана Великого, цей процес був тривалим; рукопис демонструє доповнення власними руками Сметана, а деякі сторінки написані дружиною Сметани Беттіною (якій диктували). Наприкінці 1863 року була зібрана двоактна версія з близько 20 музичних номерів, розділених розмовним діалогом. Щоденник Сметани вказує на те, що він, а не Сабіна, обрав назву твору, оскільки «поет не знав, як його назвати». Переклад «Продана наречена» є точним. Очевидно, Сабіна не оцінив намір Сметани написати повнометражну оперу, пізніше прокоментувавши: «Якби я підозрював, що Сметана зробить з моєї оперети, я… написав краще і потужніше лібрето».
Мелодія вступного хору до опери «Продана наречена» (англійські та німецькі тексти) опубліковано у 1909 р. Чеський фахівець з музики Джон Тіррелл зауважив, що лібретто опери має внутрішню «чеськість», відповідає натуральному першокласному наголосу в чеській мові.

## Творча історія
Сметана також створив фортепіанну версію всієї увертюри, яка була виконана на публічному концерті 18 листопада. У цьому він відійшов від своєї звичайної практики залишати увертюру до останнього.
Опера продовжувала складатись поетапно, лібрето Сабіни поступово оформилося. Прогрес був повільним, його переривали інші роботи. У 1862 р. Сметана став керівником хору хорового товариства Хлахол і провів багато часу, репетируючи та виступаючи з Товариством. Він був залучений до Шекспірівського фестивалю 1864 року в Празі, ставив «Ромео та Джульєтту» Берліоза та писав фестивальний марш. Того ж року він став музичним кореспондентом чеської мовної газети «Народний лист». У щоденнику Сметани за грудень 1864 року записано, що він продовжує працювати над Нареченою нареченою; клавірна партитура була завершена до жовтня 1865 р.

## Прем'єра
Прем'єра «Проданої нареченої» відбулася у Тимчасовому театрі 30 травня 1866 року. Сценічні постановки виконав Йозеф Макурек, а Йозеф Іржі Колар поставив оперу. Роль Маренки виконала головне сопраном театру Елеонора фон Еренберг. Ролі Крушиної, Єніка та Кекаля були виконані провідними акторами Бранденбургерів. Вибір дати виявився невдалим з кількох причин. Було державне свято, і багато людей виїхали з міста. Це був надзвичайно спекотний день, який ще більше зменшив кількість людей. Загроза війни між Пруссією та Австрією викликала заворушення і тривогу в Празі, що пригнічувало захоплення громадськості романтичною комедією. Опера, у двоактній версії з розмовним діалогом, була мало відвідувана і байдуже сприйнята. Не вдалося покрити витрати, і режисер театру змушений був сплатити гонорар автору з власної кишені.
Йозеф Крейчі, член колегії, назвав твір «провалом». Коментар преси був менш критичним; проте після ще однієї вистави опера була відкликана. Незабаром після цього Тимчасовий театр тимчасово закрив свої двері, оскільки загроза війни наблизилася до Праги.

## Дійові особи
- Крушина — селянин (баритон)
- Людмила — його дружина (сопрано або меццо-сопрано)
- Маженка — їхня дочка (сопрано)
- Миха — багатий селянин (бас)
- Гата — його дружина (меццо-сопрано)
- Вашек — їх син (тенор)
- Єнікой — син Міхи від першого шлюбу (тенор)
- Кецало — сільський сват (бас)
- Директор цирку — (тенор)
- Есмеральда — танцівниця (сопрано)
- Індіанець — комедіант (тенор)

## Опера в Україні
- Перший переклад опери здійснив  Микола Садовський.  Опера йшла на сцені Троїцького народного дому в Києві у 1908–1914 роках у виконанні акторів першого стаціонарного українського театру М. Садовського. М. Садовський співав партію пана Кецеля[2].

Обкладинка лібрето опери "Продана наречена"(Київ, 1938)

- Вдруге українською мовою лібрето опери переклали Іван Микитенко і Борис Петрушевський. І.Микитенко, перебуваючи в Празі у 1935 році, захопився оперою «Продана наречена» і переклав її з чеської, а Б.Петрушевський завершив переклад. Редактором виступив Максим Рильський (наблизив текст опери до українського звучання, врятував роботу репресованих перекладачів і зберіг оперу для подальшого виконання)[3].
- Лібрето видано у 1937 р. з передмовою І. Микитенка «Твір, який ми шануємо»(зазначено авторство І. Микитенка і Б. Пертушевського), у 1938 році з передмовою головного диригента Оперного театру Володимира Йориша (зазначено авторство М. Рильського).[3]
- Прем’єра опери «Продана наречена» на київській сцені, у Державному Ордена Леніна Академічному театрі опери та балету УРСР, відбулася у сезон 1936–1937 рр. (під прізвищами І. Микитенка і Б. Петрушевського)[4]. Художнє оформлення вистави здійснив Олександр Хвостенко[5].
- 7 листопада 1943 року прем'єра опери відбуласі в окупованому Львові на сцені оперного театру. Постановник - Володимир Блавацький, балетмейстер - Микола Трегубов[6].
- У сезон 1949–1950 рр. опера йшла як переклад М. Рильського[4].
- Опера «Продана наречена»була першою самостійною режисерською роботою Володимира Лукашева (оперна студія Харківського інституту мистецтв, 1966). За цю постановку В. Лукашеву було присуджено першу премію на Республіканському огляді-конкурсі навчальних театрів України.[7]

### Видання лібрето українською
- Продана наречена: опера на три дії. Музика Берджіха Сметани. Текст Карла Сабіни. Український переклад І. Микитенка та Б. Петрушевського.  К.: Мистецтво. 1937. 54 с.
- Продана наречена. Музика Берджіха Сметани. Текст Карла Сабіни. Український переклад М. Рильського. К.: Видання Державного Ордена Леніна Академічного театру опери та балету УРСР, 1938. 54 с.